# رضا عنتر
رضا عنتر (عربی: رضا عنتر؛ زاده ۱۲ سپتامبر ۱۹۸۰) یک بازیکن فوتبال است.
وی در تیم ملی فوتبال لبنان نیز بازی کرده است.